# ネットプラン
株式会社ネットプラン（英: Netplan Co.LTD）は、株式会社大塚商会の完全子会社。

## 概要
電気通信工事および内装工事、主にオフィスのデザイン、レイアウト、設計、施工などを手がける。

## 沿革
- 2007年 - 旧株式会社冨士見建設と旧株式会社ネットプランが合併
- 2008年 - プライバシーマークの認定。
- 2011年 - 代表取締役社長に松田邦夫が就任

## 主要取引先
- 株式会社大塚商会

## 取得免許
- 特定建設業東京都知事許可(特-18)第986号
- 一級建築士事務所東京都知事登録第13995号

## 事業品目
- トータルオフィスプランナーとして、ネットワーク工事からインフラシステム構築と電気・内外装・空調工事、設計・移転・什器の販売まで、オフィス環境に関わる全て。

## 営業品目
- 総合建設業（建設工事の請負・施工および企画、設計監理）、民間・官公庁の内外装営繕工事、LAN工事、電話工事、各種設備工事、オフィス・学校などのレイアウト設計と施工、移転作業、内装設計・施工、AV設備の設計・施工、レンタルグリーン